# Markus Forster
Markus Forster (Roth, RFA, 8 de abril de 1975) es un deportista alemán que compitió en triatlón. Ganó una medalla de bronce en el Campeonato Europeo de Ironman de 2005.

## Palmarés internacional
| Campeonato Europeo | Campeonato Europeo   | Campeonato Europeo | Campeonato Europeo |
| Año                | Lugar                | Medalla            | Prueba             |
| ------------------ | -------------------- | ------------------ | ------------------ |
| 2005               | Fráncfort (Alemania) | Medalla de bronce  | Individual         |